# Duński Ośrodek Naukowy Risø

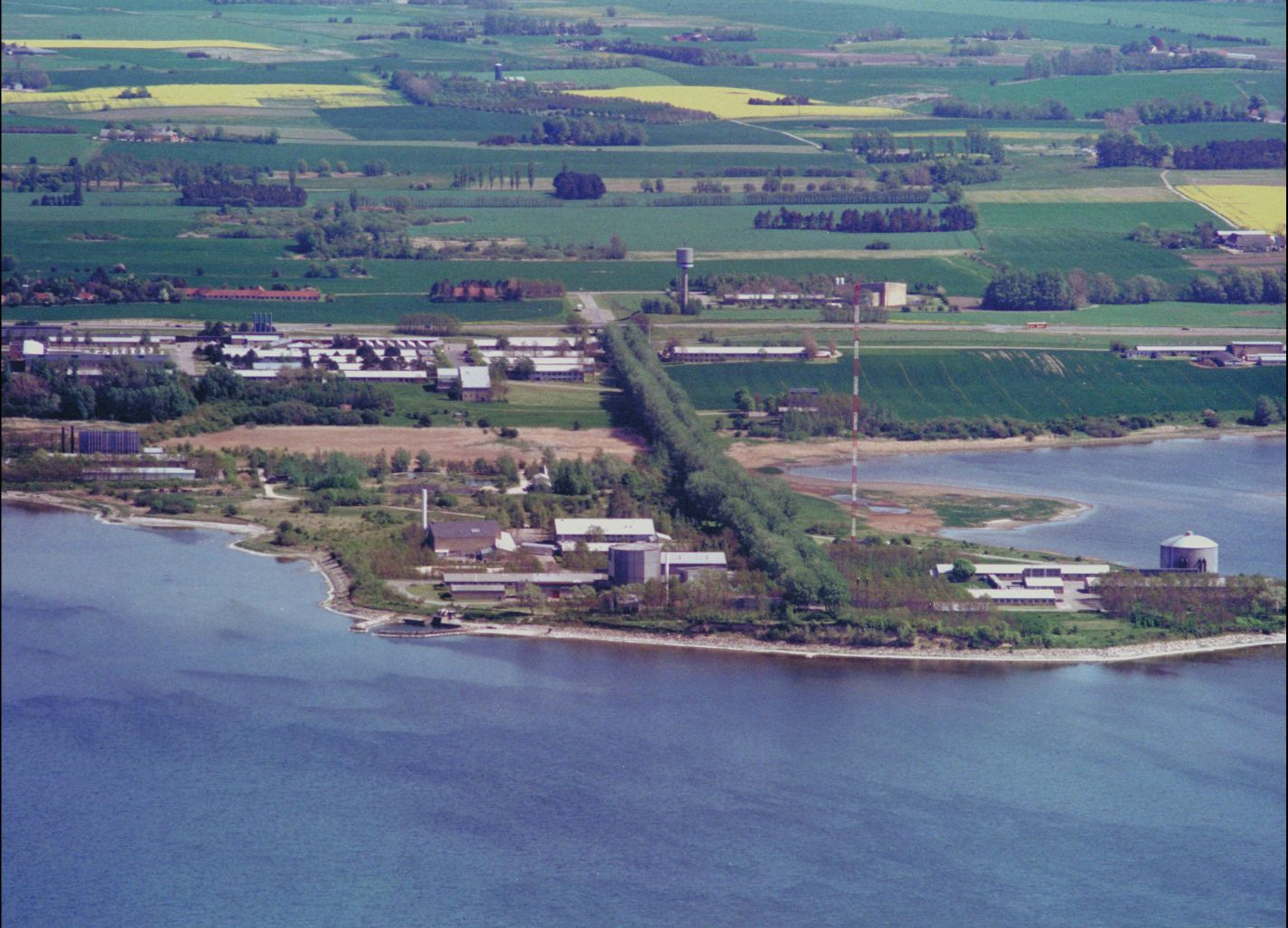
Ośrodek Naukowy Risø widziany z Fiordu Roskilde: W dwóch okrągłych budynkach stojących na brzegu znajdują się reaktory DR-2 i DR-3. Biało-czerwona wieża meteorologiczna mierzy 177 m wysokości

Duński Ośrodek Naukowy Risø (duń. Forskningscenter Risø) – ośrodek naukowy wybudowany na półwyspie Risø, nieopodal Roskilde. Ośrodek, podlegający Ministerstwu Nauki, Technologii i Wynalazczości, składa się z następujących sektorów: Biosystemy, Ośrodek Badań Nad Polimerami, Ogniwa Paliwowe i Chemia Ciał Stałych, Badania Nad Materiałami, Badania Nad Optyką i Plazmą, Ośrodek Badań Jądrowych, Analiza Systemów, Energia Wiatrowa.
Ośrodek zbudowano w roku 1956, ale oficjalnie otwarty został w 1958 r. Kluczową rolę w tworzeniu Risø odegrał Niels Bohr, który jako dyrektor Komisji Energetyki Jądrowej promował pokojowe użycie energii jądrowej.
Risø zatrudnia 700 pracowników (dane z 2005 r.) i zajmuje powierzchnię ponad 2,6 km². Obecnie dyrektorem jest Jørgen Mads Clausen.
W 2008r. ośrodek Risø został wchłonięty przez Duński Instytut Techniczny DTU.

## Ośrodek Badań Jądrowych
Uruchomiony jako jeden z pierwszych, zajmuje obszar 240 ha. Znajdują się tam trzy reaktory badawcze (2 kW, 3 MW, 10 MW), komory gorące, dwa akceleratory (2-14 MeV i 2 MeV oraz dwa silne źródła promieniowania (37 TBq i 220 TBq 60Co).
Głównym przeznaczeniem ośrodka są m.in. technologia reaktorów jądrowych, badania w rolnictwie i ochrona przed promieniowaniem.
Reaktory DR-1, DR-2, DR-2 obecnie wyłączone i czekają na rozbiórkę.
Dzisiaj priorytetami Risø są badania nad energią wiatrową i ogniwami paliwowymi ze stałym tlenkiem.